# Lista de vereadores de Santos
Esta é a lista de vereadores de Santos, município brasileiro do estado de São Paulo.
A Câmara Municipal de Santos é o órgão legislativo do município de Santos, principal cidade do litoral do estado brasileiro de São Paulo. Atualmente é formada por vinte e um vereadores desde 2013 (até 2012 eram dezessete), quando, por determinação do TSE, os municípios passaram a ter um número de vereadores equivalente à sua população. O prédio da Câmara chama-se Castelinho.

## 32ª Legislatura (2021–2024)
Estes são os vereadores eleitos nas eleições de 15 de novembro de 2020, pelo período de 1º de janeiro de 2021 a 31 de dezembro de 2024:
| Mesa diretora (2021-2022)           |                       |                        |                              |
| Nome                                | Início do mandato     | Fim do mandato         | Cargo                        |
| Adilson dos Santos Junior (PP)      | 1º de janeiro de 2021 | 31 de dezembro de 2022 | Presidente da Câmara         |
| Fabrício Cardoso de Oliveira (PODE) | 1º de janeiro de 2021 | 31 de dezembro de 2022 | 1º Vice-presidente da Câmara |
| Lincoln Reis (PL)                   | 1º de janeiro de 2021 | 31 de dezembro de 2022 | 2º Vice-presidente da Câmara |
| Roberto Oliveira Teixeira (Rep.)    | 1º de janeiro de 2021 | 31 de dezembro de 2022 | 1º Secretário                |
| Marcos Oliveira Libório (PSB)       | 1º de janeiro de 2021 | 31 de dezembro de 2022 | 2º Secretário                |

|    | Nome                                                                             | Partido                                        | Votos | %    | Observações |
| -- | -------------------------------------------------------------------------------- | ---------------------------------------------- | ----- | ---- | ----------- |
| 1  | Telma Sandra Augusto de Souza (Santos, 29.09.1944–)                              | Partido dos Trabalhadores (PT)                 | 8.381 | 4,18 | 3º mandato  |
| 2  | Audrey Kleys Cabral de Oliveira Dinau (Santos, 23.09.1974–)                      | Progressistas (PP)                             | 5.863 | 2,93 | 2º mandato  |
| 3  | Fabrício Cardoso de Oliveira (Santos, 30.01.1977–)                               | Podemos (PODE)                                 | 4.704 | 2,35 | 3º mandato  |
| 4  | Débora Alves Camilo (Santos, 02.12.1979–)                                        | Partido Socialismo e Liberdade (PSOL)          | 4.664 | 2,33 | 1º mandato  |
| 5  | Lincoln Aparecido Soares dos Reis (Santos, 09.07.1982–)                          | Partido Liberal (PL)                           | 3.861 | 1,93 | 2º mandato  |
| 6  | Benedito Furtado de Andrade (Sobral, 18.02.1950–)                                | Partido Socialista Brasileiro (PSB)            | 3.846 | 1,92 | 6º mandato  |
| 7  | Rui Sérgio Gomes de Rosis (Santos, 01.06.1953–)                                  | Partido Social Liberal (PSL)                   | 3.694 | 1,84 | 2º mandato  |
| 8  | Paulo Henrique Miyasiro de Abreu (Santos, 07.06.1976–)                           | REPUBLICANOS                                   | 3.234 | 1,61 | 1º mandato  |
| 9  | Adilson dos Santos Júnior (2021-2022) (São Vicente, 07.01.1981–)                 | Progressistas (PP)                             | 2.871 | 1,43 | 4º mandato  |
| 10 | José Teixeira Filho, Zequinha Teixeira (Santos, 15.04.1954–)                     | Progressistas (PP)                             | 2.778 | 1,39 | 3º mandato  |
| 11 | Sérgio Caldas Santana (Santos, 07.07.1964–)                                      | Partido Liberal (PL)                           | 2.747 | 1,37 | 3º mandato  |
| 12 | Bruno Galoti Orlandi (Santos, 05.08.1983–)                                       | Democratas (DEM)                               | 2.723 | 1,36 | 3º mandato  |
| 13 | Roberto Oliveira Teixeira, Pastor Roberto de Jesus (Rio de Janeiro, 07.03.1957–) | REPUBLICANOS                                   | 2.720 | 1,36 | 5º mandato  |
| 14 | Marcos Oliveira Libório (Santos, 12.04.1964–)                                    | Partido Socialista Brasileiro (PSB)            | 2.323 | 1,16 | 1º mandato  |
| 15 | Ademir Pestana (Santos, 08.04.1952–)                                             | Partido da Social Democracia Brasileira (PSDB) | 2.164 | 1,08 | 5º mandato  |
| 16 | Fábio Duarte (Santos, 13.05.1971–)                                               | Podemos (PODE)                                 | 2.136 | 1,07 | 2º mandato  |
| 17 | Augusto Duarte Moreira Neto (Sorocaba, 25.03.1979–)                              | Partido da Social Democracia Brasileira (PSDB) | 2.014 | 1,00 | 2º mandato  |
| 18 | Carlos Teixeira Filho, Cacá Teixeira (2023-2024) (Santos, 07.09.1955–)           | Partido da Social Democracia Brasileira (PSDB) | 1.966 | 0,98 | 3º mandato  |
| 19 | João Carlos de Assis Neri (Santos, 13.05.1971–)                                  | Democratas (DEM)                               | 1.806 | 0,90 | 1º mandato  |
| 20 | Adriano Alex Piemonte (Santos, 11.11.1972–)                                      | Partido Social Liberal (PSL)                   | 1.487 | 0,74 | 1º mandato  |
| 21 | Francisco José Nogueira da Silva, Chico Nogueira (Santos, 17.07.1972–)           | Partido dos Trabalhadores (PT)                 | 1.366 | 0,68 | 2º mandato  |

### Suplentes (2021-2024)
|   | Nome                                                            | Partido                             | Votos | %    | Observações |
| - | --------------------------------------------------------------- | ----------------------------------- | ----- | ---- | ----------- |
| 1 | Edivaldo Fernandes Menezes, Chita Menezes (Santos, 21.05.1964–) | Partido Socialista Brasileiro (PSB) | 2.007 | 1,00 | 1º mandato  |
| 2 | Bruno Ricardo Secco Souza (Santos, 07.07.1992–)                 | Progressistas (PP)                  | 1.728 | 0,86 | 1º mandato  |
| 3 | Rafael Pasquarelli Mattos (Santos, 29.10.1981–)                 | Podemos (PODE)                      | 1.692 | 0,84 | 1º mandato  |

## 31ª Legislatura (2017–2020)
Estes são os vereadores eleitos nas eleições de 2 de outubro de 2016, pelo período de 1° de janeiro de 2017 a 31 de dezembro de 2020:
|    | Nome                                                                             | Partido                                            | Votos  | %     | Observações |
| -- | -------------------------------------------------------------------------------- | -------------------------------------------------- | ------ | ----- | ----------- |
| 1  | Kenny Pires Mendes, Professor Kenny (Cubatão, 14.07.1971–)                       | Partido da Social Democracia Brasileira (PSDB)     | 24.765 | 10,98 | 2º mandato  |
| 2  | Telma Sandra Augusto de Souza (Santos, 29.09.1944–)                              | Partido dos Trabalhadores (PT)                     | 8.604  | 3,81  | 2º mandato  |
| 3  | Sadao Nakai (Santos, 18.05.1961–)                                                | Partido da Social Democracia Brasileira (PSDB)     | 4.978  | 2,21  | 3º mandato  |
| 4  | Fabiano Batista Reis, da Farmácia (Santos, 27.04.1979–)                          | Partido da República (PR)                          | 4.481  | 1,99  | 1º mandato  |
| 5  | Rui Sérgio Gomes de Rosis (2019-2020) (Santos, 01.06.1953–)                      | Partido do Movimento Democrático Brasileiro (PMDB) | 4.378  | 1,94  | 1º mandato  |
| 6  | Audrey Kleys Cabral de Oliveira Dinau (Santos, 23.09.1974–)                      | Partido Progressista (PP)                          | 4.375  | 1,94  | 1º mandato  |
| 7  | Benedito Furtado de Andrade (Sobral, 18.02.1950–)                                | Partido Socialista Brasileiro (PSB)                | 4.012  | 1,78  | 5º mandato  |
| 8  | Antônio Carlos Banha Joaquim (Santos, 26.05.1965–)                               | Partido do Movimento Democrático Brasileiro (PMDB) | 3.258  | 1,44  | 6º mandato  |
| 9  | Roberto Oliveira Teixeira, Pastor Roberto de Jesus (Rio de Janeiro, 07.03.1957–) | Partido da Social Democracia Brasileira (PSDB)     | 3.085  | 1,37  | 4º mandato  |
| 10 | Sérgio Caldas Santana (Santos, 07.07.1964–)                                      | Partido da República (PR)                          | 2.972  | 1,32  | 2º mandato  |
| 11 | Bruno Galoti Orlandi (Santos, 05.08.1983–)                                       | Partido da Social Democracia Brasileira (PSDB)     | 2.823  | 1,25  | 2º mandato  |
| 12 | Ademir Pestana (Santos, 08.04.1952–)                                             | Partido da Social Democracia Brasileira (PSDB)     | 2.656  | 1,18  | 4º mandato  |
| 13 | Manoel Constantino dos Santos (Mata Grande, 24.12.1940–)                         | Partido da Social Democracia Brasileira (PSDB)     | 2.647  | 1,17  | 7º mandato  |
| 14 | Carlos Teixeira Filho, Cacá (Santos, 07.09.1955–)                                | Partido da Social Democracia Brasileira (PSDB)     | 2.620  | 1,16  | 2º mandato  |
| 15 | Lincoln Aparecido Soares dos Reis (Santos, 09.07.1982–)                          | Partido da República (PR)                          | 2.584  | 1,15  | 1º mandato  |
| 16 | Hugo José Duppré                                                                 | Partido Social Democrático (PSD)                   | 2.491  | 1,10  | 3º mandato  |
| 17 | José Teixeira Filho, Zequinha Teixeira (Santos, 15.04.1954–)                     | Partido Social Democrático (PSD)                   | 2.483  | 1,10  | 2º mandato  |
| 18 | Adilson dos Santos Júnior (2017-2018) (São Vicente, 07.01.1981–)                 | Partido Trabalhista Brasileiro (PTB)               | 2.414  | 1,07  | 3º mandato  |
| 19 | Augusto Duarte Moreira Neto (Sorocaba, 25.03.1979–)                              | Partido da Social Democracia Brasileira (PSDB)     | 2.329  | 1,03  | 1º mandato  |
| 20 | Fabrício Cardoso de Oliveira, Fabrício do DVD (Santos, 30.01.1977–)              | Partido Socialista Brasileiro (PSB)                | 2.156  | 0,96  | 2º mandato  |
| 21 | Francisco José Nogueira da Silva, Chico (Santos, 17.07.1972–)                    | Partido dos Trabalhadores (PT)                     | 2.046  | 0,91  | 1º mandato  |

## 30ª Legislatura (2013–2016)[3]
Estes são os vereadores eleitos na eleições de 7 de outubro de 2012, pelo período de 1° de janeiro de 2013 a 31 de dezembro de 2016:
|    | Nome                                                                             | Partido                                            | Votos | %    | Observações |
| -- | -------------------------------------------------------------------------------- | -------------------------------------------------- | ----- | ---- | ----------- |
| 1  | Sadao Nakai (2013-2014) (Santos, 18.05.1961–)                                    | Partido da Social Democracia Brasileira (PSDB)     | 6.253 | 2,62 | 2º mandato  |
| 2  | Antônio Carlos Banha Joaquim (Santos, 26.05.1965–)                               | Partido do Movimento Democrático Brasileiro (PMDB) | 5.778 | 2,42 | 5º mandato  |
| 3  | Marcus Vinicius Gomes de Rosis (2015) (Santos, 23.07.1961–)                      | Partido do Movimento Democrático Brasileiro (PMDB) | 5.719 | 2,39 | 5º mandato  |
| 4  | Benedito Furtado de Andrade (Sobral, 18.02.1950–)                                | Partido Socialista Brasileiro (PSB)                | 4.959 | 2,07 | 4º mandato  |
| 5  | Hugo José Duppré                                                                 | Partido da Social Democracia Brasileira (PSDB)     | 4.497 | 1,88 | 2º mandato  |
| 6  | Jorge Vieira da Silva Filho, Carabina (Rio de Janeiro, 03.08.1949–)              | Partido da República (PR)                          | 3.666 | 1,53 | 2º mandato  |
| 7  | Manoel Constantino dos Santos (2015-2016) (Mata Grande, 24.12.1940–)             | Partido do Movimento Democrático Brasileiro (PMDB) | 3.546 | 1,48 | 6º mandato  |
| 8  | Ademir Pestana (Santos, 08.04.1952–)                                             | Partido da Social Democracia Brasileira (PSDB)     | 3.469 | 1,45 | 3º mandato  |
| 9  | Kenny Pires Mendes, Professor Kenny (08 a 13.08.2015) (Cubatão, 14.07.1971–)     | Democratas (DEM)                                   | 3.376 | 1,41 | 1º mandato  |
| 10 | Roberto Oliveira Teixeira, Pastor Roberto de Jesus (Rio de Janeiro, 07.03.1957–) | Partido do Movimento Democrático Brasileiro (PMDB) | 3.310 | 1,38 | 3º mandato  |
| 11 | Carlos Teixeira Filho, Cacá (Santos, 07.09.1955–)                                | Partido da Social Democracia Brasileira (PSDB)     | 3.275 | 1,37 | 1º mandato  |
| 12 | Marcelo Costa Del Bosco Amaral (Santos, 25.03.1972–)                             | Partido Popular Socialista (PPS)                   | 3.161 | 1,32 | 3º mandato  |
| 13 | Adilson dos Santos Júnior (São Vicente, 07.01.1981–)                             | Partido dos Trabalhadores (PT)                     | 2.870 | 1,20 | 2º mandato  |
| 14 | Sérgio Caldas Santana (Santos, 07.07.1964–)                                      | Partido Trabalhista Brasileiro (PTB)               | 2.745 | 1,15 | 1º mandato  |
| 15 | José Lascane (Santos, 21.07.1946–)                                               | Partido da Social Democracia Brasileira (PSDB)     | 2.730 | 1,14 | 6º mandato  |
| 16 | Douglas Gonçalves da Luz (Santos, 21.11.1963–)                                   | Democratas (DEM)                                   | 2.689 | 1,12 | 1º mandato  |
| 17 | Sandoval do Nascimento Soares (Guarujá, 29.09.1953–)                             | Partido da Social Democracia Brasileira (PSDB)     | 2.375 | 0,99 | 1º mandato  |
| 18 | Dr. Evaldo Stanislau Affonso de Araújo (Santos, 07.04.1968–)                     | Partido dos Trabalhadores (PT)                     | 2.361 | 0,99 | 1º mandato  |
| 19 | Murilo Amado Barletta (Santos, 09.08.1959–)                                      | Partido da República (PR)                          | 2.094 | 0,88 | 1º mandato  |
| 20 | Igor Martins de Melo, Professor Igor (Santos, 08.11.1963–)                       | Partido Socialista Brasileiro (PSB)                | 1.689 | 0,71 | 1º mandato  |
| 21 | José Teixeira Filho (Santos, 15.04.1954–)                                        | Partido Republicano Progressista (PRP)             | 1.419 | 0,59 | 1º mandato  |

### Suplentes (2013-2016)
|    | Nome                                                                | Partido                                        | Votos | %    | Observações |
| -- | ------------------------------------------------------------------- | ---------------------------------------------- | ----- | ---- | ----------- |
| 1  | Fernanda Vannucci Brugger Capodicasa (Santos, 10.03.1974–)          | Partido Popular Socialista (PPS)               | 2.976 | 1,24 | 1º mandato  |
| 2  | Brás Antunes Mattos Neto (Santos, 29.12.1956–)                      | Partido Social Democrático (PSD)               | 2.875 | 1,20 | 3º mandato  |
| 3  | Reinaldo Lopes Martins (Santos, 13.06.1953–)                        | Partido dos Trabalhadores (PT)                 | 2.336 | 0,98 | 2º mandato  |
| 4  | Arlindo Gomes Barros (Santos, 25.12.1942–)                          | Partido da Social Democracia Brasileira (PSDB) | 2.280 | 0,95 | 2º mandato  |
| 5  | Bruno Galoti Orlandi (Santos, 05.08.1983–)                          | Partido da Social Democracia Brasileira (PSDB) | 2.127 | 0,89 | 1º mandato  |
| 6  | Roberto Freitas Umbuzeiro, Beto Bayard (Santos, 15.04.1987–)        | Partido da República (PR)                      | 1.982 | 0,83 | 1º mandato  |
| 7  | Orlando Galante Rollo (Santos, 18.02.1978–)                         | Partido da Social Democracia Brasileira (PSDB) | 1.962 | 0,82 | 1º mandato  |
| 8  | Fabrício Cardoso de Oliveira, Fabrício do DVD (Santos, 30.01.1977–) | Partido da Social Democracia Brasileira (PSDB) | 1.916 | 0,80 | 1º mandato  |
| 9  | Fábio Duarte (Santos, 13.05.1972–)                                  | Partido Social Democrático (PSD)               | 1.843 | 0,77 | 1º mandato  |
| 10 | Fábio Ventura Ayres (Santos, 23.02.1961–)                           | Partido Socialista Brasileiro (PSB)            | 745   | 0,31 | 1º mandato  |

## 29ª Legislatura (2009–2012)
Estes são os vereadores eleitos na eleições de 5 de outubro de 2008, pelo período de 1° de janeiro de 2009 a 31 de dezembro de 2012:
|    | Nome                                                                             | Partido                                            | Votos  | %    | Observações |
| -- | -------------------------------------------------------------------------------- | -------------------------------------------------- | ------ | ---- | ----------- |
| 1  | Telma Sandra Augusto de Souza (Santos, 29.09.1944–)                              | Partido dos Trabalhadores (PT)                     | 20.631 | 8,47 | 1º mandato  |
| 2  | Marcus Vinicius Gomes de Rosis (2009-2010) (Santos, 23.07.1961–)                 | Partido do Movimento Democrático Brasileiro (PMDB) | 8.438  | 3,46 | 4º mandato  |
| 3  | Fábio Alexandre de Araújo Nunes, Professor Fabião (Santos, 01.12.1966–)          | Partido Socialista Brasileiro (PSB)                | 5.065  | 2,08 | 3º mandato  |
| 4  | Benedito Furtado de Andrade (Sobral, 18.02.1950–)                                | Partido Socialista Brasileiro (PSB)                | 5.033  | 2,07 | 3º mandato  |
| 5  | Antônio Carlos Banha Joaquim (Santos, 26.05.1965–)                               | Partido do Movimento Democrático Brasileiro (PMDB) | 5.002  | 2,05 | 4º mandato  |
| 6  | Sadao Nakai (Santos, 18.05.1961–)                                                | Partido da Social Democracia Brasileira (PSDB)     | 4.777  | 1,96 | 1º mandato  |
| 7  | José Lascane (Santos, 21.07.1946–)                                               | Partido da Social Democracia Brasileira (PSDB)     | 4.325  | 1,77 | 5º mandato  |
| 8  | Arlindo Gomes de Barros (Santos, 25.12.1942–)                                    | Partido da Social Democracia Brasileira (PSDB)     | 4.249  | 1,74 | 1º mandato  |
| 9  | Roberto Oliveira Teixeira, Pastor Roberto de Jesus (Rio de Janeiro, 07.03.1957–) | Partido do Movimento Democrático Brasileiro (PMDB) | 3.983  | 1,63 | 2º mandato  |
| 10 | Braz Antunes Mattos Neto (Santos, 29.12.1956–)                                   | Partido Popular Socialista (PPS)                   | 3.750  | 1,54 | 2º mandato  |
| 11 | Geonísio Pereira Aguiar, Boquinha (Santos, 24.07.1962–)                          | Partido do Movimento Democrático Brasileiro (PMDB) | 3.729  | 1,53 | 2º mandato  |
| 12 | Manoel Constantino dos Santos (2011-2012) (Mata Grande, 24.12.1940–)             | Partido do Movimento Democrático Brasileiro (PMDB) | 3.524  | 1,45 | 5º mandato  |
| 13 | Marcelo Costa Del Bosco Amaral (Santos, 25.03.1972–)                             | Partido Popular Socialista (PPS)                   | 3.204  | 1,31 | 2º mandato  |
| 14 | Odair Gonzalez (Santos, 06.12.1946–)                                             | Partido da República (PR)                          | 2.960  | 1,21 | 3º mandato  |
| 15 | Hugo José Duppré                                                                 | Partido da Mobilização Nacional (PMN)              | 2.773  | 1,14 | 1º mandato  |
| 16 | Adilson dos Santos Júnior (São Vicente, 07.01.1981–)                             | Partido dos Trabalhadores (PT)                     | 1.770  | 0,73 | 1º mandato  |
| 17 | Cassandra Maroni Nunes (Birigui, 21.01.1956–)                                    | Partido dos Trabalhadores (PT)                     | 1.725  | 0,71 | 4º mandato  |

## 28ª Legislatura (2005–2008)
Estes são os vereadores eleitos na eleições de 3 de outubro de 2004, pelo período de 1° de janeiro de 2005 a 31 de dezembro de 2008:
|    | Nome                                                                     | Partido                                            | Votos | %    | Observações |
| -- | ------------------------------------------------------------------------ | -------------------------------------------------- | ----- | ---- | ----------- |
| 1  | Marcus Vinicius Gomes de Rosis (2007-2008) (Santos, 23.07.1961–)         | Partido da Frente Liberal (PFL)                    | 6.864 | 2,88 | 3º mandato  |
| 2  | José Antonio Marques Almeida, Jama (Santos, 19.03.1946–)                 | Partido Democrático Trabalhista (PDT)              | 5.424 | 2,28 | 3º mandato  |
| 3  | Fábio Alexandre de Araújo Nunes, Professor Fabião (Santos, 01.12.1966–)  | Partido Socialista Brasileiro (PSB)                | 5.110 | 2,14 | 2º mandato  |
| 4  | Paulo Gomes Barbosa (2005-2006)                                          | Partido da Social Democracia Brasileira (PSDB)     | 4.941 | 2,07 | 3º mandato  |
| 5  | Sandra Regina Machado Arantes do Nascimento                              | Partido Democrático Trabalhista (PDT)              | 4.702 | 1,97 | 2º mandato  |
| 6  | Carlos Mantovani Calejon (Santos, 03.09.1938–)                           | Partido Trabalhista Brasileiro (PTB)               | 4.411 | 1,85 | 4º mandato  |
| 7  | Cassandra Maroni Nunes (Birigui, 21.01.1956–)                            | Partido dos Trabalhadores (PT)                     | 4.293 | 1,80 | 3º mandato  |
| 8  | Antonio Carlos Banha Joaquim (Santos, 26.05.1965–)                       | Partido do Movimento Democrático Brasileiro (PMDB) | 4.232 | 1,78 | 3º mandato  |
| 9  | Ademir Pestana (Santos, 08.04.1952–)                                     | Partido dos Trabalhadores (PT)                     | 4.192 | 1,76 | 2º mandato  |
| 10 | José Lascane, Professor Lascane (Santos, 21.07.1946–)                    | Partido da Social Democracia Brasileira (PSDB)     | 4.096 | 1,72 | 4º mandato  |
| 11 | Manoel Constantino dos Santos (Mata Grande, 24.12.1940–)                 | Partido do Movimento Democrático Brasileiro (PMDB) | 3.643 | 1,53 | 4º mandato  |
| 12 | Benedito Furtado de Andrade (Sobral, 18.02.1950–)                        | Partido Socialista Brasileiro (PSB)                | 3.580 | 1,50 | 2º mandato  |
| 13 | Braz Antunes Mattos Neto (Santos, 29.12.1956–)                           | Partido Popular Socialista (PPS)                   | 3.519 | 1,48 | 1º mandato  |
| 14 | Suely Morgado Silva Santos (Americana, 21.08.1946–)                      | Partido dos Trabalhadores (PT)                     | 2.923 | 1,23 | 3º mandato  |
| 15 | Marcelo Costa Del Bosco Amaral (Santos, 25.03.1972–)                     | Partido Popular Socialista (PPS)                   | 2.886 | 1,21 | 1º mandato  |
| 16 | Reinaldo Lopes Martins, Professor Reinaldo Martins (Santos, 13.06.1953–) | Partido dos Trabalhadores (PT)                     | 2.199 | 0,92 | 1º mandato  |
| 17 | Jorge Vieira da Silva Filho, O Carabina (Rio de Janeiro, 03.08.1949–)    | Partido Republicano Progressista (PRP)             | 1.148 | 0,48 | 1º mandato  |

## 27ª Legislatura (2001–2004)
Estes são os vereadores eleitos nas eleições de 1º de outubro de 2000, pelo período de 1° de janeiro de 2001 a 31 de dezembro de 2004:
|    | Nome                                                                                | Partido                                            | Votos | %    | Observações |
| -- | ----------------------------------------------------------------------------------- | -------------------------------------------------- | ----- | ---- | ----------- |
| 1  | Fausto Figueira de Mello Júnior (São Paulo, 01.04.1947–)                            | Partido dos Trabalhadores (PT)                     | 8.087 | 3,11 | 3º mandato  |
| 2  | José Antonio Marques Almeida, Jama (2001-2002) (Santos, 19.03.1946–)                | Partido da Social Democracia Brasileira (PSDB)     | 6.204 | 2,38 | 2º mandato  |
| 3  | Carlos Mantovani Calejon (Santos, 03.09.1938–)                                      | Partido Progressista Brasileiro (PPB)              | 4.742 | 1,82 | 3º mandato  |
| 4  | Roberto Oliveira Teixeira, Pastor Roberto de Oliveira (Rio de Janeiro, 07.03.1957–) | Partido Trabalhista Brasileiro (PTB)               | 4.621 | 1,78 | 1º mandato  |
| 5  | Carlos Eduardo Adegas (Santos, 04.08.1956–)                                         | Partido Liberal (PL)                               | 4.600 | 1,77 | 1º mandato  |
| 6  | Suely Morgado Silva (Americana, 21.08.1946–)                                        | Partido dos Trabalhadores (PT)                     | 4.511 | 1,73 | 2º mandato  |
| 7  | Cassandra Maroni Nunes (Birigui, 21.01.1956–)                                       | Partido dos Trabalhadores (PT)                     | 4.383 | 1,68 | 2º mandato  |
| 8  | José Lascane (Santos, 21.07.1946–)                                                  | Partido Progressista Brasileiro (PPB)              | 4.251 | 1,63 | 3º mandato  |
| 9  | Antônio Carlos Banha Joaquim (Santos, 26.05.1965–)                                  | Partido do Movimento Democrático Brasileiro (PMDB) | 4.054 | 1,56 | 2º mandato  |
| 10 | Luzia Elena Neófiti de Andrade (Poços de Caldas, 09.11.1958–)                       | Partido dos Trabalhadores (PT)                     | 3.967 | 1,52 | 1º mandato  |
| 11 | Odair Gonzalez (2003-2004) (Santos, 06.12.1946–)                                    | Partido Progressista Brasileiro (PPB)              | 3.733 | 1,43 | 2º mandato  |
| 12 | Fábio Alexandre de Araújo Nunes, Professor Fabião (Santos, 01.12.1966–)             | Partido Socialista Brasileiro (PSB)                | 3.693 | 1,42 | 1º mandato  |
| 13 | Paulo Gomes Barbosa, Barbosinha                                                     | Partido Progressista Brasileiro (PPB)              | 3.656 | 1,41 | 2º mandato  |
| 14 | Dr. Marinaldo Mongon (Santos, 23.05.1946–)                                          | Partido Trabalhista Brasileiro (PTB)               | 3.513 | 1,35 | 2º mandato  |
| 15 | Manoel Constantino dos Santos (Mata Grande, 24.12.1940–)                            | Partido do Movimento Democrático Brasileiro (PMDB) | 3.375 | 1,30 | 3º mandato  |
| 16 | Sandra Regina Machado Arantes do Nascimento                                         | Partido da Social Democracia Brasileira (PSDB)     | 3.315 | 1,27 | 1º mandato  |
| 17 | Geonísio Pereira Aguiar, Boca (Santos, 24.07.1962–)                                 | Partido Progressista Brasileiro (PPB)              | 3.082 | 1,18 | 1º mandato  |
| 18 | Augusto Zago (Santos, 15.09.1937–)                                                  | Partido da Social Democracia Brasileira (PSDB)     | 3.038 | 1,17 | 2º mandato  |
| 19 | Adelino Pedro Rodrigues (Santos, 20.02.1946–)                                       | Partido Socialista Brasileiro (PSB)                | 2.573 | 0,99 | 3º mandato  |
| 20 | Fausto Lopes Filho (Santos, 12.09.1953–)                                            | Partido da Frente Liberal (PFL)                    | 2.451 | 0,94 | 2º mandato  |
| 21 | Ademir Pestana (Santos, 08.04.1952–)                                                | Partido Popular Socialista (PPS)                   | 2.028 | 0,78 | 1º mandato  |

## 26ª Legislatura (1997–2000)
Estes são os vereadores eleitos nas eleições de 3 de outubro de 1996, pelo período de 1° de janeiro de 1997 a 31 de dezembro de 2000:
|    | Nome                                                        | Partido                                            | Votos | %    | Observações |
| -- | ----------------------------------------------------------- | -------------------------------------------------- | ----- | ---- | ----------- |
| 1  | José Lascane (Santos, 21.07.1946–)                          | Partido da Frente Liberal (PFL)                    | 5.988 | 2,20 | 2º mandato  |
| 2  | Paulo Gomes Barbosa                                         | Partido Progressista Brasileiro (PPB)              | 5.733 | 2,11 | 1º mandato  |
| 3  | Marinaldo Mongon (Santos, 23.05.1946–)                      | Partido Trabalhista Brasileiro (PTB)               | 4.690 | 1,73 | 1º mandato  |
| 4  | Carlos Mantovani Calejon (1999-2000) (Santos, 03.09.1938–)  | Partido do Movimento Democrático Brasileiro (PMDB) | 4.526 | 1,66 | 2º mandato  |
| 5  | Fausto Figueira de Mello Júnior (São Paulo, 01.04.1947–)    | Partido dos Trabalhadores (PT)                     | 4.493 | 1,65 | 2º mandato  |
| 6  | Cassandra Maroni Nunes (Birigui, 21.01.1956–)               | Partido dos Trabalhadores (PT)                     | 4.385 | 1,61 | 1º mandato  |
| 7  | Tomas Edvard Rune Soderberg (Santa Rosa, 11.09.1960–)       | Partido Democrático Trabalhista (PDT)              | 4.263 | 1,57 | 2º mandato  |
| 8  | Manoel Constantino dos Santos (Mata Grande, 24.12.1940–)    | Partido da Mobilização Nacional (PMN)              | 4.176 | 1,54 | 2º mandato  |
| 9  | Marcus Vinicius Gomes de Rosis (Santos, 23.07.1961–)        | Partido Trabalhista Brasileiro (PTB)               | 4.079 | 1,50 | 2º mandato  |
| 10 | José Antonio Marques Almeida (Santos, 19.03.1946–)          | Partido da Social Democracia Brasileira (PSDB)     | 3.976 | 1,46 | 1º mandato  |
| 11 | Sérgio Amaro Avelino Bonavides (Recife, 15.01.1944–)        | Partido Progressista Brasileiro (PPB)              | 3.779 | 1,39 | 1º mandato  |
| 12 | Fausto Lopes Filho (Santos, 12.09.1953–)                    | Partido da Mobilização Nacional (PMN)              | 3.656 | 1,34 | 1º mandato  |
| 13 | Adelino Pedro Rodrigues (Santos, 20.02.1946–)               | Partido Socialista Brasileiro (PSB)                | 3.348 | 1,23 | 2º mandato  |
| 14 | Noé Felício José de Carvalho (Barretos, 12.12.1927–)        | Partido da Mobilização Nacional (PMN)              | 3.089 | 1,14 | 2º mandato  |
| 15 | Marivaldo Aggio (1997-1998) (Santos, 19.03.1939–19.08.2017) | Partido da Social Democracia Brasileira (PSDB)     | 2.851 | 1,05 | 1º mandato  |
| 16 | Suely Morgado Silva (Americana, 21.08.1946–)                | Partido dos Trabalhadores (PT)                     | 2.709 | 1,00 | 1º mandato  |
| 17 | Martinho Leonardo Filho (Santos, 09.11.1949–)               | Partido da Social Democracia Brasileira (PSDB)     | 2.636 | 0,97 | 1º mandato  |
| 18 | Odair Gonzalez (Santos, 06.12.1946–)                        | Partido da Frente Liberal (PFL)                    | 2.592 | 0,95 | 1º mandato  |
| 19 | Manoel Messias dos Santos (Santos, 18.12.1944–22.11.2012)   | Partido Progressista Brasileiro (PPB)              | 2.587 | 0,95 | 1º mandato  |
| 20 | Antonio Carlos Joaquim (Santos, 26.05.1965–)                | Partido do Movimento Democrático Brasileiro (PMDB) | 2.547 | 0,94 | 1º mandato  |
| 21 | João Carlos Vieira (Santos, 13.05.1945–)                    | Partido Progressista Brasileiro (PPB)              | 2.530 | 0,93 | 1º mandato  |

## 25ª Legislatura (1993–1996)
Estes são os vereadores eleitos nas eleições de 3 de outubro de 1992, pelo período de 1° de janeiro de 1993 a 31 de dezembro de 1996:
|    | Nome                                                                              | Partido                                            | Votos | %    | Observações |
| -- | --------------------------------------------------------------------------------- | -------------------------------------------------- | ----- | ---- | ----------- |
| 1  | Maria Lúcia Prandi Gomes (1993-1994) (Potirendaba, 29.11.1944–)                   | Partido dos Trabalhadores (PT)                     | 4.987 | 1,82 | 1º mandato  |
| 2  | Mariângela de Araújo Gama Duarte (Rio de Janeiro, 03.04.1946– Santos), 21.05.2020 | Partido dos Trabalhadores (PT)                     | 4.725 | 1,73 | 1º mandato  |
| 3  | Sueli Alves Maia                                                                  | Partido dos Trabalhadores (PT)                     | 4.332 | 1,58 | 1º mandato  |
| 4  | José Lascane (Santos, 21.07.1946–)                                                | Partido Democrático Trabalhista (PDT)              | 4.037 | 1,48 | 1º mandato  |
| 5  | Marcus Vinicius Gomes de Rosis (1995-1996) (Santos, 23.07.1961–)                  | Partido Trabalhista Brasileiro (PTB)               | 3.011 | 1,10 | 1º mandato  |
| 6  | Adelino Pedro Rodrigues (Santos, 20.02.1946–)                                     | Partido Socialista Brasileiro (PSB)                | 3.002 | 1,10 | 1º mandato  |
| 7  | Roberto José Avelino Bonavides                                                    | Partido Democrático Social (PDS)                   | 2.969 | 1,09 | 1º mandato  |
| 8  | Carlos Mantovani Calejon (Santos, 03.09.1938–)                                    | Partido do Movimento Democrático Brasileiro (PMDB) | 2.936 | 1,07 | 1º mandato  |
| 9  | Edmur Mesquita de Oliveira (São Paulo, 17.05.1954–)                               | Partido da Social Democracia Brasileira (PSDB)     | 2.762 | 1,01 | 1º mandato  |
| 10 | Gilberto José Tayfour (??, ??–04.10.1997)                                         | Partido Trabalhista Brasileiro (PTB)               | 2.422 | 0,89 | 1º mandato  |
| 11 | Noé Felício José de Carvalho (Barretos, 12.12.1927–)                              | Partido do Movimento Democrático Brasileiro (PMDB) | 2.388 | 0,87 | 1º mandato  |
| 12 | Rivaldo Justo                                                                     | Partido do Movimento Democrático Brasileiro (PMDB) | 2.270 | 0,83 | 1º mandato  |
| 13 | Benedito Furtado de Andrade (Sobral, 18.02.1950–)                                 | Partido Socialista Brasileiro (PSB)                | 2.257 | 0,83 | 1º mandato  |
| 14 | Fausto Figueira de Mello Júnior (São Paulo, 01.04.1947–)                          | Partido dos Trabalhadores (PT)                     | 2.220 | 0,81 | 1º mandato  |
| 15 | Reinaldo Cammarosano (Boa Esperança do Sul, 06.01.1934–)                          | Partido da Frente Liberal (PFL)                    | 2.206 | 0,81 | 1º mandato  |
| 16 | Tomas Edvard Rune Soderberg (Santa Rosa, 11.09.1960–)                             | Partido Democrático Trabalhista (PDT)              | 2.205 | 0,81 | 1º mandato  |
| 17 | Odair Viegas (??, 1930–27.05.2010)                                                | Partido Democrático Social (PDS)                   | 2.012 | 0,74 | 1º mandato  |
| 18 | Maria do Perpétuo Socorro Albuquerque Matos                                       | Partido dos Trabalhadores (PT)                     | 1.996 | 0,73 | 1º mandato  |
| 19 | Emerson Marçal                                                                    | Partido Democrático Trabalhista (PDT)              | 1.657 | 0,61 | 1º mandato  |
| 20 | Augusto Zago (Santos, 15.09.1937–)                                                | Partido da Social Democracia Brasileira (PSDB)     | 1.624 | 0,59 | 1º mandato  |
| 21 | Manoel Constantino dos Santos (Mata Grande, 24.12.1940–)                          | Partido Democrático Trabalhista (PDT)              | 1.525 | 0,56 | 1º mandato  |

## Legenda
| cor  | significado          |
| Bege | Presidente da Câmara |
| Azul | Suplente             |